# 침식 분지
침식 분지는 외곽부는 산지로 둘러싸이고, 중앙부는 낮은 평야로 이루어진 그릇 모양이 발달하는 지형이다.

## 이용
분지 내 하천이 퇴적한 평아, 농경지로 이용된다.
내륙에 사람들이 모여 사는 도시로 성장되어 지방 행정 중심지로 발달한다.